# رمضان ربيع
رمضان ربيع مجاهد علي لاعب كرة قدم مصري ، يلعب في خط الهجوم.

## مسيرة اللاعب
لعب سابقاً في نادي الألومنيوم ونادي إنبي ونادي غزل المحلة ونادي النصر للتعدين ونادي طنطا ونادي القناة ونادي كوكاكولا ونادي أسوان و احترف في نادي كميت السعودي .